# Лентарія
Лентарія (Lentaria) — рід грибів родини гомфові (Gomphaceae). Назва вперше опублікована 1950 року.

## Поширення та середовище існування
В Україні зростає Лентарія проста (Lentaria byssiseda).

## Гелерея

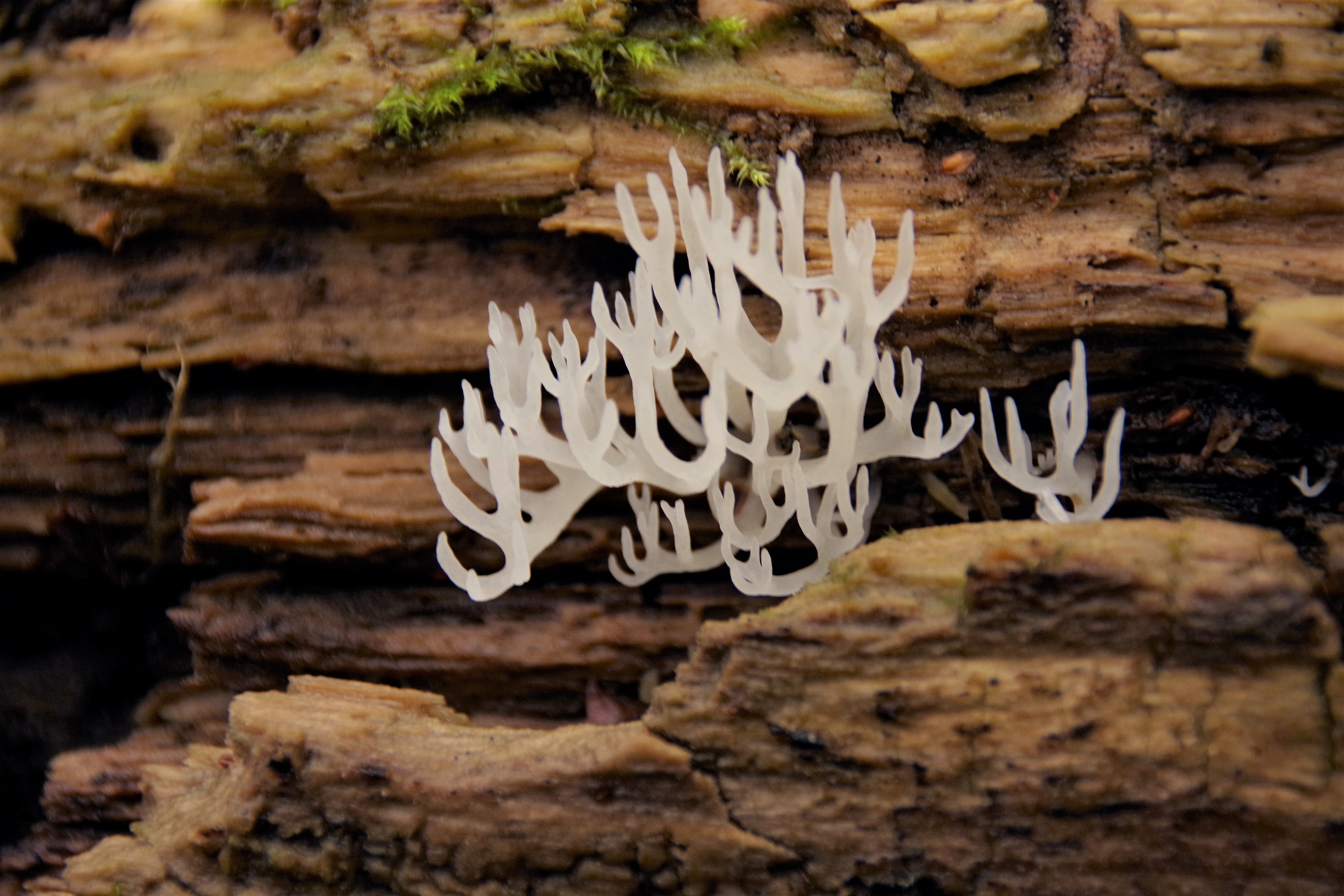

## Класифікація
Згідно з базою MycoBank до роду Lentaria відносять 25 офіційно визнаних видів:
- Lentaria acuminata
- Lentaria afflata
- Lentaria albovinacea
- Lentaria bambusina
- Lentaria boletosporoides
- Lentaria caribbeana
- Lentaria coronilla
- Lentaria corticola
- Lentaria delicata
- Lentaria dendroidea
- Lentaria epichnoa
- Lentaria glaucosiccescens
- Lentaria macrospora
- Lentaria micheneri
- Lentaria mucida
- Lentaria patouillardii
- Lentaria pinicola
- Lentaria rionegrensis
- Lentaria soluta
- Lentaria subcaulescens
- Lentaria surculus
- Lentaria tjibodensis
- Lentaria uncispora
- Lentaria virgata
- Lentaria vitellina